# Liga I 2014-2015
Sezonul 2014-2015 al Ligii I a fost cea de-a 97-a ediție a Campionatului de Fotbal al României, și a 77-a de la introducerea sistemului divizionar. A început pe 25 iulie 2014 și s-a terminat pe 30 mai 2015. Echipa Steaua București a devenit campioană pentru a 26-a oară în istoria sa, extinzându-și astfel recordul deținut pentru cele mai multe titluri acumulate în România.
Pe 20 mai 2014, s-a luat o decizie privind numărul de echipe participante din primul eșalon. Astfel încât, din sezonul 2015-2016, Liga I ar urma să aibă 14 echipe în componență, față de 18 câte sunt în prezent. Drept urmare, un număr de 6 echipe au retrogradat la finalul sezonului.

## Echipe
Echipele aflate pe ultimele trei locuri și echipa aflată pe locul 5 din sezonul trecut au fost retrogradate în Liga a II-a. Acestea au fost Săgeata Năvodari, Poli Timișoara, Corona Brașov și Vaslui (ultima dintre acestea din cauza problemelor financiare).
Primele două echipe din cele două divizii ale ligii a II-a au promovat în liga I. Studențesc Iași a promovat ca urmare a câștigării serii I. Este al doilea sezon al acestora în liga I. Rapid București, locul secund în seria I, a realizat o întoarcere rapidă în liga I. Celelalte două echipe sunt pentru prima oară în liga I: Universitatea Craiova și ASA Târgu Mureș din seria a II-a.
Rapid București nu primise ințial licența pentru acest sezon, dar pe 30 iunie 2014, TAS a luat în considerare apelul făcut de echipă și a decis că echipa giuleșteană poate promova în liga I.

### Stadioane
| Universitatea Cluj         | Steaua București | CS U Craiova | Ceahlăul Piatra Neamț |
| -------------------------- | --- | --- | --------------------- |
| Cluj Arena                 | Steaua | Ion Oblemenco | Ceahlăul              |
| Capacitate: 30.201         | Capacitate: 28.365 | Capacitate: 25.252 | Capacitate: 18.000    |
|                            | | |                       |
| CFR Cluj                   | Petrolul Ploiești | Dinamo București | Oțelul Galați         |
| Dr. Constantin Rădulescu   | Ilie Oană | Dinamo | Oțelul                |
| Capacitate: 17.408         | Capacitate: 15.073 | Capacitate: 15.032 | Capacitate: 13.500    |
|                            | | |                       |
| Rapid București            | BucureștiAstraBotoșaniBrașovCeahlăulCFRConcordiaUniversitateaCSMSGaz MetanOțelulPanduriiPetrolulTârgu MureșCraiovaViitorulEchipele din București: · Dinamo · Rapid · SteauaLiga I 2014-2015 (România) DinamoRapidSteaua Locația echipelor din București. | BucureștiAstraBotoșaniBrașovCeahlăulCFRConcordiaUniversitateaCSMSGaz MetanOțelulPanduriiPetrolulTârgu MureșCraiovaViitorulEchipele din București: · Dinamo · Rapid · SteauaLiga I 2014-2015 (România) DinamoRapidSteaua Locația echipelor din București. | CSMS Iași             |
| Giulești-Valentin Stănescu | BucureștiAstraBotoșaniBrașovCeahlăulCFRConcordiaUniversitateaCSMSGaz MetanOțelulPanduriiPetrolulTârgu MureșCraiovaViitorulEchipele din București: · Dinamo · Rapid · SteauaLiga I 2014-2015 (România) DinamoRapidSteaua Locația echipelor din București. | BucureștiAstraBotoșaniBrașovCeahlăulCFRConcordiaUniversitateaCSMSGaz MetanOțelulPanduriiPetrolulTârgu MureșCraiovaViitorulEchipele din București: · Dinamo · Rapid · SteauaLiga I 2014-2015 (România) DinamoRapidSteaua Locația echipelor din București. | Emil Alexandrescu     |
| Capacitate: 11.704         | BucureștiAstraBotoșaniBrașovCeahlăulCFRConcordiaUniversitateaCSMSGaz MetanOțelulPanduriiPetrolulTârgu MureșCraiovaViitorulEchipele din București: · Dinamo · Rapid · SteauaLiga I 2014-2015 (România) DinamoRapidSteaua Locația echipelor din București. | BucureștiAstraBotoșaniBrașovCeahlăulCFRConcordiaUniversitateaCSMSGaz MetanOțelulPanduriiPetrolulTârgu MureșCraiovaViitorulEchipele din București: · Dinamo · Rapid · SteauaLiga I 2014-2015 (România) DinamoRapidSteaua Locația echipelor din București. | Capacitate: 11.390    |
|                            | BucureștiAstraBotoșaniBrașovCeahlăulCFRConcordiaUniversitateaCSMSGaz MetanOțelulPanduriiPetrolulTârgu MureșCraiovaViitorulEchipele din București: · Dinamo · Rapid · SteauaLiga I 2014-2015 (România) DinamoRapidSteaua Locația echipelor din București. | BucureștiAstraBotoșaniBrașovCeahlăulCFRConcordiaUniversitateaCSMSGaz MetanOțelulPanduriiPetrolulTârgu MureșCraiovaViitorulEchipele din București: · Dinamo · Rapid · SteauaLiga I 2014-2015 (România) DinamoRapidSteaua Locația echipelor din București. |                       |
| Pandurii Târgu Jiu         | BucureștiAstraBotoșaniBrașovCeahlăulCFRConcordiaUniversitateaCSMSGaz MetanOțelulPanduriiPetrolulTârgu MureșCraiovaViitorulEchipele din București: · Dinamo · Rapid · SteauaLiga I 2014-2015 (România) DinamoRapidSteaua Locația echipelor din București. | BucureștiAstraBotoșaniBrașovCeahlăulCFRConcordiaUniversitateaCSMSGaz MetanOțelulPanduriiPetrolulTârgu MureșCraiovaViitorulEchipele din București: · Dinamo · Rapid · SteauaLiga I 2014-2015 (România) DinamoRapidSteaua Locația echipelor din București. | FC Brașov             |
| Tudor Vladimirescu         | BucureștiAstraBotoșaniBrașovCeahlăulCFRConcordiaUniversitateaCSMSGaz MetanOțelulPanduriiPetrolulTârgu MureșCraiovaViitorulEchipele din București: · Dinamo · Rapid · SteauaLiga I 2014-2015 (România) DinamoRapidSteaua Locația echipelor din București. | BucureștiAstraBotoșaniBrașovCeahlăulCFRConcordiaUniversitateaCSMSGaz MetanOțelulPanduriiPetrolulTârgu MureșCraiovaViitorulEchipele din București: · Dinamo · Rapid · SteauaLiga I 2014-2015 (România) DinamoRapidSteaua Locația echipelor din București. | Silviu Ploeșteanu     |
| Capacitate: 9.200          | BucureștiAstraBotoșaniBrașovCeahlăulCFRConcordiaUniversitateaCSMSGaz MetanOțelulPanduriiPetrolulTârgu MureșCraiovaViitorulEchipele din București: · Dinamo · Rapid · SteauaLiga I 2014-2015 (România) DinamoRapidSteaua Locația echipelor din București. | BucureștiAstraBotoșaniBrașovCeahlăulCFRConcordiaUniversitateaCSMSGaz MetanOțelulPanduriiPetrolulTârgu MureșCraiovaViitorulEchipele din București: · Dinamo · Rapid · SteauaLiga I 2014-2015 (România) DinamoRapidSteaua Locația echipelor din București. | Capacitate: 8.800     |
|                            | BucureștiAstraBotoșaniBrașovCeahlăulCFRConcordiaUniversitateaCSMSGaz MetanOțelulPanduriiPetrolulTârgu MureșCraiovaViitorulEchipele din București: · Dinamo · Rapid · SteauaLiga I 2014-2015 (România) DinamoRapidSteaua Locația echipelor din București. | BucureștiAstraBotoșaniBrașovCeahlăulCFRConcordiaUniversitateaCSMSGaz MetanOțelulPanduriiPetrolulTârgu MureșCraiovaViitorulEchipele din București: · Dinamo · Rapid · SteauaLiga I 2014-2015 (România) DinamoRapidSteaua Locația echipelor din București. |                       |
| Astra Giurgiu              | BucureștiAstraBotoșaniBrașovCeahlăulCFRConcordiaUniversitateaCSMSGaz MetanOțelulPanduriiPetrolulTârgu MureșCraiovaViitorulEchipele din București: · Dinamo · Rapid · SteauaLiga I 2014-2015 (România) DinamoRapidSteaua Locația echipelor din București. | BucureștiAstraBotoșaniBrașovCeahlăulCFRConcordiaUniversitateaCSMSGaz MetanOțelulPanduriiPetrolulTârgu MureșCraiovaViitorulEchipele din București: · Dinamo · Rapid · SteauaLiga I 2014-2015 (România) DinamoRapidSteaua Locația echipelor din București. | Târgu Mureș           |
| Marin Anastasovici         | BucureștiAstraBotoșaniBrașovCeahlăulCFRConcordiaUniversitateaCSMSGaz MetanOțelulPanduriiPetrolulTârgu MureșCraiovaViitorulEchipele din București: · Dinamo · Rapid · SteauaLiga I 2014-2015 (România) DinamoRapidSteaua Locația echipelor din București. | BucureștiAstraBotoșaniBrașovCeahlăulCFRConcordiaUniversitateaCSMSGaz MetanOțelulPanduriiPetrolulTârgu MureșCraiovaViitorulEchipele din București: · Dinamo · Rapid · SteauaLiga I 2014-2015 (România) DinamoRapidSteaua Locația echipelor din București. | Trans-Sil             |
| Capacitate: 8.500          | BucureștiAstraBotoșaniBrașovCeahlăulCFRConcordiaUniversitateaCSMSGaz MetanOțelulPanduriiPetrolulTârgu MureșCraiovaViitorulEchipele din București: · Dinamo · Rapid · SteauaLiga I 2014-2015 (România) DinamoRapidSteaua Locația echipelor din București. | BucureștiAstraBotoșaniBrașovCeahlăulCFRConcordiaUniversitateaCSMSGaz MetanOțelulPanduriiPetrolulTârgu MureșCraiovaViitorulEchipele din București: · Dinamo · Rapid · SteauaLiga I 2014-2015 (România) DinamoRapidSteaua Locația echipelor din București. | Capacitate: 8.200     |
|                            | BucureștiAstraBotoșaniBrașovCeahlăulCFRConcordiaUniversitateaCSMSGaz MetanOțelulPanduriiPetrolulTârgu MureșCraiovaViitorulEchipele din București: · Dinamo · Rapid · SteauaLiga I 2014-2015 (România) DinamoRapidSteaua Locația echipelor din București. | BucureștiAstraBotoșaniBrașovCeahlăulCFRConcordiaUniversitateaCSMSGaz MetanOțelulPanduriiPetrolulTârgu MureșCraiovaViitorulEchipele din București: · Dinamo · Rapid · SteauaLiga I 2014-2015 (România) DinamoRapidSteaua Locația echipelor din București. |                       |
| Gaz Metan Mediaș           | FC Botoșani | Concordia Chiajna | Viitorul Constanța    |
| Gaz Metan                  | Municipal | Concordia | Concordia             |
| Capacitate: 7.814          | Capacitate: 7.782 | Capacitate: 5.123 | Capacitate: 5.123     |
|                            | | |                       |

1. ↑  Steaua a fost mutată pe Arena Națională în a doua jumătate a sezonului ca urmare a conflictului cu CSA Steaua București, proprietarul stadionului.
2. ↑  CS U Craiova a fost mutată pe Stadionul Extensiv în a doua jumătate a sezonului ca urmare a demolării vechiului stadion Ion Oblemenco.
3. ↑  Capacitatea stadionului Giulești-Valentin Stănescu a fost redusă de la 19.100 la 11.704 din cauza degradării avansate a structurii de rezistență a peluzei sud.
4. ↑  Viitorul a fost mutată pe Stadionul Concordia din Chiajna pentru acest sezon, deoarece Stadionul Orășenesc din Ovidiu nu a îndeplinit regulile de licențiere.

### Personal și statistici
Note:
- Datele statistice sunt bazate pe ceea indică forurile competente de conducere, LPF și UEFA.

| Echipă             | Ultima promovare | Clasament 2013-14 | Antrenor (numire)        | Căpitan            | Sezoane în Liga I |
| ------------------ | ---------------- | ----------------- | ------------------------ | ------------------ | ----------------- |
| Steaua București   | 1947             | 1                 | Constantin Gâlcă (2014)  | Cristian Tănase    | 66                |
| Astra Giurgiu      | 2009             | 2                 | Marius Șumudică (2015)   | Constantin Budescu | 11                |
| Petrolul           | 2011             | 3                 | Valentin Sinescu (2015)  | Geraldo Alves      | 56                |
| Dinamo             | 1948             | 4                 | Mircea Rednic (2015)     | Marius Niculae     | 65                |
| CFR Cluj           | 2004             | 6                 | Eugen Trică (2015)       | Ciprian Deac       | 19                |
| Pandurii           | 2005             | 7                 | Eduard Iordănescu (2014) | Dan Nistor         | 9                 |
| Botoșani           | 2013             | 8                 | Leontin Grozavu (2014)   | Ciprian Dinu       | 1                 |
| Ceahlăul           | 2011             | 9                 | Vanja Radinović (2015)   | Vlad Achim         | 17                |
| Oțelul             | 1991             | 10                | Florin Marin (2015)      | Florin Cernat      | 26                |
| U Cluj             | 2010             | 11                | Adrian Falub (2015)      | Raul Costin        | 55                |
| Viitorul Constanța | 2012             | 12                | Gheorghe Hagi (2014)     | Bogdan Mitrea      | 2                 |
| Gaz Metan          | 2008             | 13                | Ion Balaur (2015)        | Cristian Todea     | 9                 |
| Chiajna            | 2011             | 14                | Marius Baciu (2015)      | Vasile Maftei      | 3                 |
| FC Brașov          | 2008             | 15                | Adrian Szabo (2015)      | Mugurel Buga       | 45                |
| CSMS Iași          | 2014             | 1S1 (Liga a II-a) | Nicolò Napoli (2014)     | Adrian Olah        | 29                |
| CSU Craiova        | 2014             | 1S2 (Liga a II-a) | Emil Săndoi (2014)       | Pablo Brandán      | 0                 |
| Rapid              | 2014             | 2S1 (Liga a II-a) | Cristiano Bergodi (2015) | Cristian Săpunaru  | 65                |
| ASA Târgu Mureș    | 2014             | 2S2 (Liga a II-a) | Liviu Ciobotariu (2015)  | Ousmane N'Doye     | 2                 |

Legendă culori
     Astra Giurgiu și Steaua București au participat în faza grupelor UEFA Europa League 2014-2015, Steaua trecând și prin play-off-ul Ligii Campionilor 2014-2015
     CFR Cluj a participat în al treilea tur preliminar al UEFA Europa League 2014-2015, iar Petrolul Ploiești în play-off
     Promovată din Liga a II-a 2013-2014

### Schimbări manageriale
| Echipă                | Fost antrenor              | Modul de plecare         | Data plecării      | Poziția echipei | Noul antrenor                 | Data intrării în funcție |
| --------------------- | -------------------------- | ------------------------ | ------------------ | --------------- | ----------------------------- | ------------------------ |
| Steaua București      | Laurențiu Reghecampf       | Înțelegere cu echipa     | 25 mai 2014        | Presezon        | Constantin Gâlcă              | 2 iunie 2014             |
| U Craiova             | Gavril Balint              | Înțelegere cu echipa     | 10 iunie 2014      | Presezon        | Ionel Gane                    | 10 iunie 2014            |
| Oțelul Galați         | Ewald Lienen               | A demisionat             | 1 iunie 2014       | Presezon        | Michael Weiß                  | 27 iunie 2014            |
| Viitorul Constanța    | Bogdan Vintilă             | Sfârșit de contract      | 1 iunie 2014       | Presezon        | Bogdan Stelea                 | 30 iunie 2014            |
| Rapid București       | Viorel Moldovan            | Convocat la România U-21 | 3 iulie 2014       | Presezon        | Ionel Ganea                   | 24 iulie 2014            |
| Ceahlăul              | Marin Barbu                | A demisionat             | 2 august 2014      | 18              | Florin Marin                  | 2 august 2014            |
| Brașov                | Cornel Țălnar              | A demisionat             | 15 august 2014     | 18              | Adrian Szabo                  | 15 august 2014           |
| Viitorul Constanța    | Bogdan Stelea              | A demisionat             | 19 august 2014     | 14              | Bogdan Vintilă                | 21 august 2014           |
| Studențesc Iași       | Marius Lăcătuș             | Înțelegere cu echipa     | 29 august 2014     | 16              | Ionuț Chirilă                 | 29 august 2014           |
| U Craiova             | Ionel Gane                 | Concediat                | 2 septembrie 2014  | 18              | Emil Săndoi                   | 3 septembrie 2014        |
| Universitatea Cluj    | Mihai Teja                 | A demisionat             | 4 septembrie 2014  | 9               | George Ogăraru                | 5 septembrie 2014        |
| Petrolul Ploiești     | Răzvan Lucescu             | Concediat                | 16 septembrie 2014 | 4               | Gheorghe Mulțescu             | 17 septembrie 2014       |
| Oțelul Galați         | Michael Weiß               | Concediat                | 16 septembrie 2014 | 15              | Daniel Florea (interimar)     | 16 septembrie 2014       |
| Oțelul Galați         | Daniel Florea (interimar)  | Sfârșitul interimatului  | 16 septembrie 2014 | 15              | Tibor Selymes                 | 22 septembrie 2014       |
| ASA Târgu Mureș       | Adrian Falub               | Concediat                | 29 septembrie 2014 | 6               | Cristian Pustai               | 30 septembrie 2014       |
| Rapid București       | Ionel Ganea                | Concediat                | 29 septembrie 2014 | 14              | Marian Rada                   | 30 septembrie 2014       |
| Studențesc Iași       | Ionuț Chirilă              | Concediat                | 9 octombrie 2014   | 18              | Nicolò Napoli                 | 13 octombrie 2014        |
| Astra Giurgiu         | Daniel Isăilă              | Concediat                | 10 octombrie 2014  | 4               | Oleg Protasov                 | 10 octombrie 2014        |
| Viitorul Constanța    | Bogdan Vintilă             | A demisionat             | 13 octombrie 2014  | 14              | Gheorghe Hagi                 | 13 octombrie 2014        |
| Dinamo București      | Flavius Stoican            | Înțelegere cu echipa     | 12 noiembrie 2014  | 6               | Ionel Dănciulescu (interimar) | 13 noiembrie 2014        |
| CFR Cluj              | Vasile Miriuță             | A demisionat             | 23 noiembrie 2014  | 2               | Francisc Dican (interimar)    | 24 noiembrie 2014        |
| Gaz Metan Mediaș      | Cristian Dulca             | A demisionat             | 30 noiembrie 2014  | 14              | Dan Matei                     | 30 noiembrie 2014        |
| Pandurii Târgu Jiu    | Petre Grigoraș             | Înțelegere cu echipa     | 7 decembrie 2014   | 12              | Dorian Gugu (interimar)       | 8 decembrie 2014         |
| Pandurii Târgu Jiu    | Dorian Gugu (intermar)     | Sfârșitul interimatului  | 16 decembrie 2014  | 12              | Eduard Iordănescu             | 16 decembrie 2014        |
| ASA Târgu Mureș       | Cristian Pustai            | Concediat                | 29 decembrie 2014  | 4               | Liviu Ciobotariu              | 2 ianuarie 2015          |
| CFR Cluj              | Francisc Dican (interimar) | Sfârșitul intermatului   | 6 ianuarie 2015    | 2               | Eugen Trică                   | 6 ianuarie 2015          |
| Dinamo București      | Ionel Dănciulescu          | Sfârșitul interimatului  | 7 ianuarie 2015    | 8               | Mihai Teja                    | 7 ianuarie 2015          |
| Brașov                | Adrian Szabo               | Înțelegere cu echipa     | 8 ianuarie 2015    | 10              | Vjekoslav Lokica              | 8 ianuarie 2015          |
| Petrolul Ploiești     | Gheorghe Mulțescu          | Înțelegere cu echipa     | 8 ianuarie 2015    | 3               | Mircea Rednic                 | 10 ianuarie 2015         |
| Rapid București       | Marian Rada                | Înțelegere cu echipa     | 8 ianuarie 2015    | 18              | Cristian Pustai               | 8 ianuarie 2015          |
| Ceahlăul              | Florin Marin               | Concediat                | 11 ianuarie 2015   | 15              | Zé Maria                      | 12 ianuarie 2015         |
| Oțelul Galați         | Tibor Selymes              | A demisionat             | 2 martie 2015      | 17              | Florin Marin                  | 2 martie 2015            |
| Universitatea Cluj    | George Ogăraru             | Înțelegere cu echipa     | 2 martie 2015      | 13              | Adrian Falub                  | 2 martie 2015            |
| Astra Giurgiu         | Oleg Protasov              | Concediat                | 2 martie 2015      | 5               | Dorinel Munteanu              | 4 martie 2015            |
| Dinamo București      | Mihai Teja                 | Concediat                | 12 martie 2015     | 6               | Flavius Stoican               | 12 martie 2015           |
| CFR Cluj              | Eugen Trică                | A demisionat             | 2 aprilie 2015     | 18              | Francisc Dican (interimar)    | 3 aprilie 2015           |
| Concordia Chiajna     | Marius Șumudică            | Concediat                | 5 aprilie 2015     | 11              | Marius Baciu                  | 6 aprilie 2015           |
| Brașov                | Vjekoslav Lokica           | Înțelegere cu echipa     | 12 aprilie 2015    | 12              | Adrian Szabo                  | 13 aprilie 2015          |
| Rapid București       | Cristian Pustai            | Concediat                | 14 aprilie 2015    | 16              | Cristiano Bergodi             | 15 aprilie 2015          |
| Gaz Metan Mediaș      | Dănuț Matei                | A demisionat             | 16 aprilie 2015    | 14              | Ion Balaur (interimar)        | 16 aprilie 2015          |
| Ceahlăul Piatra Neamț | Zé Maria                   | Concediat                | 20 aprilie 2015    | 15              | Vanja Radinović               | 20 aprilie 2015          |
| Astra Giurgiu         | Dorinel Munteanu           | A demisionat             | 28 aprilie 2015    | 5               | Marius Șumudică               | 28 aprilie 2015          |
| Petrolul Ploiești     | Mircea Rednic              | Înțelegere cu echipa     | 5 mai 2015         | 3               | Valentin Sinescu (interimar)  | 5 mai 2015               |
| Dinamo București      | Flavius Stoican            | Înțelegere cu echipa     | 6 mai 2015         | 8               | Mircea Rednic                 | 6 mai 2015               |

## Clasament
| Loc | Echipă               | Pct. | MJ | V  | E  | Î  | GM | GP | DG  | Calificare sau retrogradare       |
| --- | -------------------- | ---- | -- | -- | -- | -- | -- | -- | --- | --------------------------------- |
| 1.  | Steaua București (C) | 71   | 34 | 22 | 5  | 7  | 59 | 23 | +36 | Liga Campionilor 2015-16 Turul II |
| 2.  | ASA Târgu Mureș      | 68   | 34 | 20 | 8  | 6  | 51 | 25 | +26 | Europa League 2015-16 Turul III   |
| 3.  | CFR Cluj             | 57   | 34 | 16 | 9  | 9  | 46 | 29 | +17 |                                   |
| 4.  | Astra Giurgiu        | 57   | 34 | 15 | 12 | 7  | 53 | 27 | +26 | Europa League 2015-16 Turul II    |
| 5.  | CSU Craiova          | 53   | 34 | 14 | 11 | 9  | 40 | 34 | +6  |                                   |
| 6.  | Petrolul             | 52   | 34 | 14 | 10 | 10 | 42 | 30 | +12 |                                   |
| 7.  | Dinamo               | 48   | 34 | 13 | 9  | 12 | 47 | 44 | +3  |                                   |
| 8.  | Botoșani             | 47   | 34 | 12 | 11 | 11 | 40 | 43 | −3  | Europa League 2015-16 Turul I     |
| 9.  | Pandurii             | 45   | 34 | 12 | 9  | 13 | 47 | 42 | +5  |                                   |
| 10. | CSMS Iași            | 43   | 34 | 11 | 10 | 13 | 31 | 39 | −8  |                                   |
| 11. | Viitorul Constanța   | 43   | 34 | 11 | 10 | 13 | 44 | 54 | −10 |                                   |
| 12. | Chiajna              | 41   | 34 | 9  | 14 | 11 | 39 | 44 | −5  |                                   |
| 13. | Gaz Metan (R)        | 39   | 34 | 8  | 15 | 11 | 29 | 34 | −5  | Retrogradare în Liga a II-a       |
| 14. | FC Brașov (R)        | 36   | 34 | 9  | 9  | 16 | 33 | 46 | −13 | Retrogradare în Liga a II-a       |
| 15. | U Cluj (R)           | 35   | 34 | 8  | 11 | 15 | 29 | 41 | −12 | Retrogradare în Liga a II-a       |
| 16. | Rapid (R)            | 33   | 34 | 8  | 9  | 17 | 21 | 42 | −21 | Retrogradare în Liga a II-a       |
| 17. | Oțelul (R)           | 32   | 34 | 7  | 11 | 16 | 24 | 45 | −21 | Retrogradare în Liga a II-a       |
| 18. | Ceahlăul (R)         | 27   | 34 | 6  | 9  | 19 | 25 | 58 | −33 | Retrogradare în Liga a II-a       |

1. ↑  CFR Cluj a fost penalizată inițial cu 24 de puncte din cauza problemelor financiare, dar decizia a fost suspendată de către TAS.[70] Nu era eligibilă să joace în competițiile europene din cauza insolvenței.[71]
2. 1 2  CFR Cluj în față datorită înfruntărilor directe; CFR Cluj–Astra Giurgiu 4–1, Astra Giurgiu–CFR Cluj 0–1.
3. 1 2  Finalista Cupei României Universitatea Cluj a depus cererea de insolvență, iar cealaltă este Steaua București, așa că locul european destinat câștigătoarea cupei va fi ocupat de echipa a 3-a eligibilă din Liga I, iar locul pentru echipa clasată pe locul trei va fi acordat echipei a 4-a eligibile din Liga I.[72]
4. 1 2 3 4 5 6 7 8 9  Echipe cărora nu li s-a acordat licența UEFA: (Brașov, Ceahlăul Piatra Neamț, CFR Cluj, Concordia Chiajna, CS U Craiova, Dinamo București, Oțelul Galați, Petrolul Ploiești, Rapid București și Universitatea Cluj). Ele nu au fost eligibile să joace în competiții europene.[73] Petrolul Ploiești,[74] Dinamo București,[75] Rapid București,[76] FC Brașov,[77] Universitatea Cluj[72] și CFR Cluj[78] nu au fost eligibile pentru a juca în Europa deoarece au depus cererea de insolvență, iar CS U Craiova nu a fost eligibilă deoarece a fost afiliată în 2013.[79]
5. 1 2  CSMS Iași în față datorită înfruntărilor directe; CSMS Iași–Viitorul 0–0, Viitorul–CSMS Iași 0–3.

### Pozițiile pe etapă
| Etapă/ Echipă    | 1      | 2  | 3  | 4  | 5  | 6  | 7  | 8  | 9  | 10 | 11 | 12 | 13 | 14 | 15 | 16 | 17 | 18 | 19 | 20 | 21 | 22 | 23 | 24 | 25 | 26 | 27 | 28 | 29 | 30 | 31 | 32 | 33 | 34 |   |
| ---------------- | ------ | -- | -- | -- | -- | -- | -- | -- | -- | -- | -- | -- | -- | -- | -- | -- | -- | -- | -- | -- | -- | -- | -- | -- | -- | -- | -- | -- | -- | -- | -- | -- | -- | -- | - |
| Etapă/ Echipă    | Steaua | 3  | 2  | 2  | 1  | 2  | 1  | 1  | 1  | 1  | 1  | 1  | 1  | 1  | 1  | 1  | 1  | 1  | 1  | 1  | 1  | 1  | 1  | 1  | 1  | 1  | 1  | 1  | 1  | 2  | 2  | 2  | 2  | 1  | 1 |
| ASA Târgu Mureș  | 9      | 5  | 5  | 5  | 7  | 6  | 6  | 5  | 6  | 6  | 6  | 5  | 5  | 4  | 4  | 5  | 4  | 4  | 3  | 3  | 3  | 2  | 2  | 2  | 2  | 2  | 2  | 2  | 1  | 1  | 1  | 1  | 2  | 2  |   |
| CFR Cluj         | 5      | 7  | 9  | 7  | 4  | 4  | 2  | 2  | 2  | 2  | 2  | 2  | 2  | 2  | 2  | 2  | 2  | 3  | 4  | 4  | 6  | 6  | 6  | 5  | 5  | 5  | 5  | 5  | 5  | 4  | 4  | 3  | 3  | 3  |   |
| Astra Giurgiu    | 6      | 4  | 4  | 3  | 3  | 2  | 3  | 3  | 3  | 5  | 4  | 7  | 4  | 5  | 5  | 6  | 5  | 6  | 7  | 5  | 7  | 5  | 5  | 6  | 6  | 6  | 7  | 9  | 6  | 6  | 5  | 5  | 4  | 4  |   |
| CS U Craiova     | 7      | 14 | 15 | 13 | 17 | 18 | 16 | 13 | 10 | 11 | 10 | 9  | 9  | 7  | 7  | 4  | 6  | 5  | 5  | 6  | 5  | 4  | 4  | 4  | 4  | 4  | 4  | 4  | 4  | 5  | 6  | 6  | 6  | 5  |   |
| Petrolul         | 4      | 3  | 1  | 2  | 1  | 3  | 4  | 6  | 5  | 3  | 3  | 3  | 3  | 3  | 3  | 3  | 3  | 2  | 2  | 2  | 2  | 3  | 3  | 3  | 3  | 3  | 3  | 3  | 3  | 3  | 3  | 4  | 5  | 6  |   |
| Dinamo           | 1      | 1  | 3  | 4  | 5  | 5  | 5  | 4  | 4  | 4  | 5  | 4  | 6  | 6  | 6  | 7  | 8  | 7  | 6  | 7  | 4  | 7  | 7  | 7  | 7  | 7  | 8  | 6  | 9  | 9  | 8  | 8  | 7  | 7  |   |
| Botoșani         | 16     | 16 | 11 | 8  | 6  | 8  | 7  | 7  | 7  | 7  | 7  | 6  | 7  | 8  | 8  | 8  | 7  | 8  | 8  | 8  | 8  | 8  | 8  | 9  | 9  | 9  | 9  | 8  | 8  | 7  | 7  | 7  | 8  | 8  |   |
| Pandurii         | 8      | 10 | 14 | 17 | 16 | 11 | 13 | 14 | 11 | 13 | 14 | 14 | 14 | 11 | 11 | 12 | 12 | 13 | 10 | 10 | 10 | 11 | 13 | 10 | 11 | 10 | 11 | 11 | 11 | 11 | 11 | 11 | 9  | 9  |   |
| CSMS Iași        | 10     | 11 | 16 | 15 | 16 | 17 | 17 | 18 | 18 | 18 | 17 | 17 | 16 | 17 | 18 | 16 | 16 | 15 | 15 | 12 | 11 | 12 | 10 | 11 | 10 | 11 | 10 | 10 | 10 | 10 | 9  | 9  | 10 | 10 |   |
| Viitorul         | 11     | 13 | 13 | 14 | 14 | 16 | 14 | 15 | 16 | 14 | 11 | 11 | 11 | 10 | 10 | 9  | 9  | 9  | 9  | 9  | 9  | 9  | 9  | 8  | 8  | 8  | 6  | 7  | 7  | 8  | 10 | 10 | 11 | 11 |   |
| Concordia        | 15     | 9  | 10 | 12 | 13 | 15 | 18 | 17 | 15 | 16 | 15 | 15 | 15 | 15 | 15 | 11 | 14 | 14 | 11 | 11 | 13 | 10 | 12 | 13 | 13 | 12 | 12 | 12 | 12 | 12 | 12 | 12 | 13 | 12 |   |
| Gaz Metan Mediaș | 2      | 6  | 6  | 6  | 8  | 10 | 11 | 8  | 8  | 9  | 9  | 10 | 10 | 12 | 12 | 14 | 13 | 10 | 13 | 15 | 14 | 14 | 14 | 14 | 13 | 15 | 15 | 13 | 14 | 14 | 13 | 13 | 12 | 13 |   |
| FC Brașov        | 13     | 17 | 18 | 16 | 12 | 14 | 10 | 10 | 12 | 8  | 8  | 8  | 8  | 9  | 9  | 10 | 10 | 11 | 12 | 13 | 12 | 13 | 11 | 12 | 12 | 13 | 14 | 15 | 13 | 13 | 15 | 16 | 14 | 14 |   |
| U Cluj           | 12     | 12 | 7  | 9  | 10 | 9  | 9  | 11 | 13 | 12 | 13 | 13 | 12 | 14 | 13 | 13 | 11 | 12 | 14 | 14 | 15 | 15 | 16 | 15 | 15 | 14 | 13 | 14 | 15 | 15 | 16 | 15 | 16 | 15 |   |
| Rapid            | 14     | 8  | 8  | 10 | 11 | 13 | 12 | 12 | 14 | 15 | 16 | 16 | 17 | 16 | 17 | 18 | 18 | 17 | 16 | 16 | 16 | 16 | 15 | 16 | 16 | 17 | 16 | 16 | 16 | 16 | 14 | 14 | 15 | 16 |   |
| Oțelul           | 18     | 15 | 17 | 18 | 18 | 12 | 15 | 16 | 17 | 17 | 18 | 18 | 18 | 18 | 16 | 17 | 17 | 18 | 18 | 18 | 18 | 18 | 18 | 18 | 18 | 18 | 18 | 18 | 18 | 18 | 18 | 17 | 17 | 17 |   |
| Ceahlăul         | 17     | 18 | 12 | 11 | 9  | 7  | 8  | 9  | 9  | 10 | 12 | 12 | 13 | 13 | 14 | 15 | 15 | 16 | 17 | 17 | 17 | 17 | 17 | 17 | 17 | 16 | 17 | 17 | 17 | 17 | 17 | 18 | 18 | 18 |   |

| Câștigătorii Ligii I, ediția 2014/2015 |
| -------------------------------------- |
| Steaua București Al 26-lea titlu       |

## Rezultate
| Acasă ╲ Deplasare  | CST | AST | BRA | BOT | CEA | CFR | CON | STU | CSU | DIN | GAZ | OȚE | PAN | PET | RAP | STE | UCJ | VII |
| Târgu Mureș        |     | 0–0 | 1–0 | 2–1 | 3–0 | 2–0 | 2–0 | 1–0 | 2–1 | 2–1 | 2–0 | 1–2 | 2–1 | 1–0 | 1–0 | 1–0 | 0–0 | 6–1 |
| Astra              | 3–1 |     | 5–0 | 2–0 | 2–1 | 0–1 | 2–2 | 2–1 | 5–0 | 6–1 | 1–2 | 4–1 | 2–1 | 0–0 | 2–0 | 0–0 | 1–1 | 0–1 |
| Brașov             | 2–1 | 1–1 |     | 0–1 | 0–2 | 2–2 | 4–1 | 2–0 | 2–3 | 1–0 | 0–0 | 1–1 | 0–3 | 0–1 | 1–2 | 2–3 | 1–0 | 1–3 |
| Botoșani           | 1–2 | 1–0 | 0–0 |     | 2–0 | 0–1 | 3–0 | 0–0 | 2–0 | 3–2 | 0–3 | 1–1 | 1–1 | 0–1 | 3–0 | 0–2 | 1–0 | 4–4 |
| Ceahlăul           | 1–4 | 1–3 | 2–2 | 0–1 |     | 0–0 | 2–0 | 2–2 | 2–1 | 1–1 | 0–0 | 0–1 | 1–1 | 1–1 | 0–1 | 0–1 | 0–6 | 1–2 |
| CFR Cluj           | 2–2 | 4–1 | 1–2 | 4–0 | 4–0 |     | 2–1 | 4–0 | 0–0 | 2–1 | 4–1 | 1–0 | 0–4 | 0–1 | 2–1 | 0–1 | 1–0 | 1–2 |
| Concordia          | 0–0 | 0–2 | 1–1 | 3–3 | 0–1 | 1–1 |     | 2–1 | 2–2 | 0–0 | 2–0 | 3–0 | 1–0 | 3–2 | 0–0 | 0–1 | 0–2 | 2–0 |
| Iași               | 2–2 | 1–0 | 1–0 | 2–2 | 2–0 | 0–3 | 1–2 |     | 1–3 | 1–0 | 1–0 | 0–0 | 3–0 | 1–5 | 0–0 | 0–0 | 2–0 | 0–0 |
| CSU Craiova        | 1–0 | 0–0 | 0–1 | 2–1 | 2–0 | 3–0 | 1–1 | 0–1 |     | 0–0 | 1–1 | 1–0 | 1–1 | 0–2 | 2–0 | 0–0 | 3–0 | 2–2 |
| Dinamo             | 1–1 | 0–2 | 2–1 | 0–0 | 3–1 | 1–1 | 0–3 | 1–0 | 1–1 |     | 1–1 | 4–0 | 3–2 | 0–0 | 2–0 | 1–3 | 3–0 | 2–3 |
| Gaz Metan          | 1–0 | 1–1 | 2–1 | 1–1 | 2–2 | 0–0 | 2–0 | 0–0 | 1–0 | 1–2 |     | 0–0 | 0–2 | 0–0 | 0–1 | 1–2 | 1–1 | 3–1 |
| Oțelul             | 0–2 | 1–1 | 1–1 | 0–1 | 4–1 | 0–1 | 1–2 | 0–0 | 0–1 | 0–1 | 1–1 |     | 0–2 | 1–1 | 2–0 | 0–3 | 2–1 | 3–0 |
| Pandurii           | 1–1 | 1–1 | 2–0 | 1–2 | 0–1 | 0–0 | 1–1 | 5–2 | 0–1 | 3–2 | 0–1 | 4–0 |     | 1–1 | 2–0 | 3–1 | 0–1 | 1–1 |
| Petrolul           | 2–0 | 1–2 | 1–0 | 4–1 | 2–0 | 1–2 | 2–2 | 0–2 | 1–2 | 0–3 | 1–0 | 0–0 | 0–1 |     | 0–0 | 2–3 | 1–0 | 1–2 |
| Rapid              | 1–2 | 0–2 | 0–1 | 2–2 | 1–1 | 0–0 | 1–0 | 0–1 | 1–2 | 0–3 | 1–1 | 2–0 | 0–3 | 1–1 |     | 1–3 | 2–1 | 0–0 |
| Steaua             | 0–1 | 0–0 | 2–0 | 2–0 | 0–1 | 1–0 | 2–2 | 1–0 | 3–1 | 3–0 | 3–1 | 1–2 | 6–0 | 0–1 | 0–1 |     | 4–1 | 4–1 |
| Universitatea Cluj | 0–3 | 0–0 | 1–1 | 0–0 | 2–0 | 1–0 | 0–0 | 2–0 | 0–2 | 2–3 | 1–1 | 0–0 | 2–0 | 0–3 | 1–0 | 0–3 |     | 2–2 |
| Viitorul           | 0–0 | 2–0 | 0–2 | 1–2 | 2–0 | 0–2 | 2–2 | 0–3 | 1–1 | 0–2 | 1–0 | 3–0 | 4–0 | 1–3 | 1–2 | 0–1 | 1–1 |     |

Ultima actualizare: 31 mai 2015
Sursa: LPF ro
1Echipa gazdă este listată în coloana din stânga.
Culori: Albastru = gazda e câștigătoare; Galben = egal; Roșu = oaspeții sunt câștigători.

## Statisticile sezonului

### Goluri
- Primul gol al sezonului: Kehinde Fatai (Astra Giurgiu) contra Concordiei Chiajna (minutul 11 – 25 iulie 2014)
- Cel mai rapid gol al sezonului: Alexandru Mitriță (Viitorul Constanța) contra U Craiova (secunda 36 – 8 martie 2015)
- Cele mai multe goluri înscrise de un singur jucător într-un singur meci: 6
  - Claudiu Keșerü a devenit primul jucător din istoria clubului care a înscris 6 goluri într-un meci, învingând recordul de 20 de ani care era deținut de antrenorul actual al acestuia, Constantin Gâlcă. Keșerü a fost și primul jucător (după Marian Popa în 1993) care a înscris șase goluri într-un meci din Liga I - cinci din acțiune, iar al șaselea din penalty.[80]

#### Golgheteri
| Loc | Jucător               | Club               | Goluri |
| --- | --------------------- | ------------------ | ------ |
| 1   | Grégory Tadé          | CFR Cluj           | 18     |
| 2   | Mihai Roman           | Pandurii Târgu Jiu | 16     |
| 3   | Bogdan Mitrea         | Viitorul           | 14     |
| 4   | Claudiu Keșerü1       | Steaua București   | 12     |
| 4   | Ousmane N'Doye        | Târgu Mureș        | 12     |
| 6   | Kamil Biliński        | Dinamo București   | 11     |
| 6   | Toto Tamuz            | Petrolul Ploiești  | 11     |
| 6   | Marian Constantinescu | Brașov             | 11     |
| 9   | Constantin Budescu    | Astra Giurgiu      | 10     |
| 10  | Ioan Hora             | Târgu Mureș        | 9      |
| 10  | Attila Hadnagy        | Botoșani           | 9      |
| 10  | Tha'er Bawab          | U Craiova          | 9      |

1 Claudiu Keșerü a fost transferat la Al-Gharafa în timpul ferestrei de transferuri din iarnă.

#### Hat-trick-uri
| Jucător            | Echipă             | Adversar              | Rezultat | Dată             |
| ------------------ | ------------------ | --------------------- | -------- | ---------------- |
| Kamil Biliński     | Dinamo București   | Oțelul Galați         | 4–0      | 28 iulie 2014    |
| Claudiu Keșerü6    | Steaua București   | Pandurii Târgu Jiu    | 6–0      | 15 august 2014   |
| Constantin Budescu | Astra Giurgiu      | U Craiova             | 5–0      | 31 august 2014   |
| Justin Mengolo     | Universitatea Cluj | Ceahlăul Piatra Neamț | 6–0      | 6 decembrie 2014 |
| Ioan Hora          | Târgu Mureș        | Viitorul Constanța    | 6–1      | 2 mai 2015       |
| Florin Cernat      | Oțelul Galați      | Ceahlăul Piatra Neamț | 4–1      | 17 mai 2015      |
| Mihai Roman        | Pandurii Târgu Jiu | Studențesc Iași       | 5–2      | 24 mai 2015      |

6 Jucătorul a înscris 6 goluri

### Portari fără goluri primite
| Loc | Portar              | Club               | Meciuri |
| --- | ------------------- | ------------------ | ------- |
| 1   | Peterson Peçanha    | Petrolul Ploiești  | 16      |
| 2   | Eduard Stăncioiu    | Târgu Mureș        | 15      |
| 3   | Branko Grahovac     | CSMS Iași          | 14      |
| 4   | Cristian Bălgrădean | U Craiova          | 13      |
| 5   | Giedrius Arlauskis  | Steaua București   | 12      |
| 6   | Vasile Curileac     | Botoșani           | 11      |
| 6   | Răzvan Pleșca       | Gaz Metan Mediaș   | 11      |
| 8   | Mário Felgueiras2   | CFR Cluj           | 9       |
| 8   | Silviu Lung Jr.     | Astra Giurgiu      | 9       |
| 8   | Alexandru Marc      | Dinamo București   | 9       |
| 11  | Robert Veselovsky   | Universitatea Cluj | 8       |
| 12  | Miloš Buchta        | Rapid București    | 7       |

2 Mário Felgueiras a fost transferat la Konyaspor în timpul ferestrei de transferuri din iarnă.
* Se iau în calcul doar portarii care au jucat toate cele 90 de minute.

### Disciplină

#### Jucători
- Cartonașe galbene:[81] 12
  -  Madson (U Craiova)
- Cartonașe roșii: 3
  -  Pablo Brandán (U Craiova)
  -  Ousmane N'Doye (ASA Târgu Mureș)

#### Cluburi
- Cele mai multe cartonașe galbene: 100
  - Universitatea Cluj
- Cele mai multe cartonașe roșii: 14
  - Oțelul Galați